# Edgar Richter
Edgar Max Richter (* 13. April 1882 im Wien; † 1952 in Wauconda (Illinois), USA) war ein österreichischer Opernsänger.

## Leben
Edgar Richter wurde als Sohn des Dirigenten Hans Richter geboren. Er studierte Philosophie und Kunstgeschichte in Wien und Heidelberg. Während seines Studiums war er seit 1903 Mitglied der Akademischen Burschenschaft Markomannia Wien. Von seinen Studien wandte er sich ab und widmete sich dem Gesang. So arbeitete er zwei Jahre lang in Klagenfurt und Krefeld, bevor er als Heldentenor ans Hoftheater Kassel ging. Im Ersten Weltkrieg diente er vier Jahre, zuletzt als Oberleutnant. Danach ging er ans Landestheater Gotha und war von 1924 bis 1926 als Heldentenor und Opernspielleiter am Stadttheater Nordhausen tätig. Bei den Bayreuther Festspielen 1924 und 1925 sang er den Augustin Moser in Siegfried Wagners Die Meistersinger von Nürnberg. Er war auch als Konzertsänger und Gesanglehrer tätig und war Inhaber einer Konzertdirektion. In den Jahren 1947 bis 1949 war er Treuhänder des Bayreuther Festspielhauses und dessen Vermögens. 1950 war er als Gesanglehrer in Bayreuth tätig.